# Mariam Petrosyan
Mariam Petrosyan, en armenio: Մարիամ Պետրոսյան, (Armenia, 10 de agosto de 1969) es una pintora, dibujante y novelista en ruso armenio. Es más conocida por ser la autora de la premiada novela La casa gris (2009), traducida a ocho idiomas.

## Biografía
Mariam Petrosyan nació en 1969 en Ereván, la capital de Armenia. Después de terminar sus estudios en la escuela de arte, se convirtió en dibujante en el Studio of Armenfilm . Más tarde se mudó a Moscú para trabajar en Soyuzmultfilm, pero regresó a Ereván en 1995 y regresó a Armenfilm. Trabajó allí hasta 2007.
Su primera novela, La casa gris (en ruso: «Дом, в котором ...», literalmente: La casa, en la cual ... ), habla de un internado para niños discapacitados y se publicó en ruso en 2009, convirtiéndose en el libro más vendido. Fue nominado al Premio Booker de Rusia en 2010 y recibió varios premios y nominaciones, entre ellos el Premio Ruso de 2009 al mejor libro en ruso de un autor residente en el extranjero.
El libro ha sido traducido al italiano (La casa del tempo sospeso, 2011), húngaro (Abban a házban, 2012), polaco (Dom, w którym ..., 2013), español (La casa de los otros, 2015), francés (La Maison dans laquelle, 2016), checo (Dům, ve kterém, 2016) y macedonio ( Домот во кој ..., 2016).
La edición mundial en inglés salió el 25 de abril de 2017, de AmazonCrossing; ha sido preseleccionado para el premio Read Russia 2018. La agencia literaria de Petrosyan también anunció los derechos de venta de las traducciones al danés, letón y noruego.
Stephen Fry narra extractos de la novela (en traducción al inglés de Andrew Bromfield) en la película El libro abierto de Rusia: escritura en la era de Putin.
El único otro libro de la autora hasta la fecha es un cuento de hadas corto, El perro que podía volar (en ruso: «Сказка про собаку, которая умела летать», 2014).

## Vida personal
Mariam está casada con el artista gráfico armenio Artashes Stamboltsyan. Ellos tienen dos niños. Es bisnieta del pintor Martiros Saryan.